# Nimboran jezici
Nimboran jezici, danas samostalna papuanska jezična porodica, nekad dio velike transnovogvinejske porodice iz Irian Jaye, zapadno od jezera Sentani, Indonezija.
Obuhvaća (5) jezika: gresi [grs], 2.500 (1987 SIL); kemtuik [kmt], 2.500 (1987 SIL); mekwei [msf], 1.200 (1987 SIL); mlap [kja], 300 (2000 S. Wurm); i nimboran [nir], 2.000 (1987 SIL) od 3.500 etničkkih (1987 SIL).

## Vanjske poveznice
- Ethnologue (14th)